# Raffaele Gentile
Raffaele Gentile (Noto, 10 novembre 1943) è un politico italiano.

## Biografia
Insegnante e pubblicista, ha aderito fin da giovane al Partito Socialista Italiano, del quale è stato segretario provinciale di Siracusa, consigliere ed assessore comunale e provinciale.
È stato eletto all'Assemblea regionale siciliana nel 1981, dove è stato riconfermato per la successiva legislatura, ricoprendo gli incarichi di presidente della Commissione agricoltura e di Segretario della Commissione industria. Durante il secondo mandato parlamentare è stato Assessore regionale ai beni culturali ed alla pubblica istruzione nel 43º governo regionale (dal 12 gennaio 1988 al 21 luglio 1989), sotto la presidenza di Rino Nicolosi.
Non rieletto alle regionali del 1991, dopo l'inchiesta Mani Pulite e il disfacimento del PSI, a fine anni '90 Gentile ha aderito ai Socialisti Democratici Italiani, di cui è stato segretario regionale in Sicilia. Già presidente dell'Istituto Autonomo Case Popolari di Siracusa, alle elezioni politiche del 2006 è stato candidato con la Rosa nel Pugno alla Camera dei Deputati, senza conseguire l'elezione. Il 10 giugno 2006, è stato nominato Sottosegretario ai trasporti nel secondo governo Prodi.
Nuovamente candidato alla Camera nelle liste del ricostituito Partito Socialista alle politiche del 2008, non viene eletto. Nel settembre 2009 passa all'Italia dei Valori e successivamente, nel 2012, a Sinistra Ecologia Libertà, di cui dal 2014 fa parte della segreteria provinciale di Siracusa.